# Hans Henning (Germanist)
Hans Henning (* 13. Februar 1874 in Braunschweig; † nach 1940) war ein deutscher Germanist, Literarhistoriker und Lehrer.

## Leben
Hans Henning wurde am 13. Februar 1874 in Braunschweig geboren und wuchs dort und in Uelzen und Hameln auf. Er studierte an den Universitäten Jena und Berlin und schloss sein Studium mit der Promotion ab. Sodann arbeitete Henning als Redakteur bei der Leipziger Abendzeitung, dem Magazin für Litteratur und bei Meyers Kleinem Konversations-Lexikon. Zudem schrieb er als Theaterkritiker. Im Jahre 1907 wurde Henning Lehrer am renommierten Landesgymnasium Birkenruh bei Wenden im zum Russischen Kaiserreich gehörenden Gouvernement Livland und blieb dort bis zum Jahre 1910. Danach wurde Henning Privatdozent der Philosophie an der  Technischen Hochschule Braunschweig. Bei Ausbruch des Ersten Weltkrieges im Jahre 1914 wurde Henning Soldat und blieb aktiv bis Ende des Krieges im Jahre 1918. Im Sommer 1916 ist er in Mitau (Kurland) als "Korrektor" bei der Mitauschen Zeitung nachweisbar. (Johannisfest-Zeitung zur Johannisfest-Feier des Militär-Personals der Mitauschen Zeitung, Nr. 1. Mitau 25.6.1916, darin: Max Büttner: Mitau – Ein Gedenkblatt: „Herr Leutnant Henning, Schreiberstrasse“ als „Korrektor“). Nach dem Krieg wurde Henning Lehrer und schließlich Schuldirektor am Königstädtischen Gymnasium in Berlin. Dem Schriftsteller Friedrich Spielhagen und dessen Familie war Hans Henning über viele Jahre freundschaftlich verbunden. Er verwendete das Pseudonym Hans Ernst.
Hans Hennings Sterbedatum und -ort sind nicht ermittelt.

## Werk
Hans Henning veröffentlichte im Jahre 1908 als Erster eine biographische Zusammenstellung und Materialsammlung über Karl Philipp Moritz. Der Biographie über Friedrich Spielhagen, die Hans Henning verfasste, wurde „Gründlichkeit und Gewissenhaftigkeit“ attestiert, allerdings auch eine auf der Freundschaft mit dem Schriftsteller basierende „wohlwollende Parteilichkeit“. Die von dem 1915 im Ersten Weltkrieg gefallenen Erich Schulze begründete deutsche Literaturgeschichte wurde von Hans Henning erweitert und fortgeführt und erschien in der vierten Auflage im Jahre 1940.

## Publikationen
- Rattenfänger v. Hameln, Erz. 1893.
- Eduard Grisebach, 1895, 2. Auflage 1897.
- Friedrich Spielhagen, 1899, Biographie. Neue Auflage im Verlag von L. Staackmann, Leipzig 1910.
- Zur Entstehungsgeschichte des 7jährigen Kriegs, 1899.
- Kritische Grundlegung einer kosmischen Philosophie I, 1903.
- Eduard Grisebach in seinem Leben und Schaffen, 1905.
- Karl Philipp Moritz. Ein Beitrag zur Geschichte des Goetheschen Zeitalters, 1908.
- Problem der Philosophie, 1914.
- Das Erlebnis beim dichterischen Gleichnis und dessen Ursprung. In: Zeitschrift für Ästhetik und Allgemeine Kunstwissenschaft. Bd. 13, 1919, Heft 4, S. 371–396.
- Die deutsche Literatur. Geschichte und Hauptwerke in den Grundzügen, Ziemsen Verlag, Wittenberg, 1923. 3. erweiterte und fortgeführte Auflage der von Erich Schulze († 1915) begründeten und 1911 bei Hofmann und Co. erschienenen Literaturgeschichte Die deutsche Literatur. Die Entwicklung und die Hauptwerke des deutschen Schrifttums. Die 4. Aufl., ebenfalls von Henning fortgeführt, erschien 1940.

### Als Herausgeber
- Anton Reiser von Karl Philipp Moritz. Mit einer Einleitung und Anmerkungen von Hans Henning. Reclams Universal-Bibliothek, Leipzig, 1906.
- Gedichte von Ferdinand Freiligrath. Mit einer Einleitung und Anmerkungen von Hans Henning. Bibliographisches Institut, Leipzig, Wien, 1909.
- Erinnerungen aus meinem Leben, von Friedrich Spielhagen. Mit einer Einleitung und Anmerkungen von Hans Henning. L. Staackmann, Leipzig, 1911.
- Plimplamplasko, der hohe Geist, heut Genie, von Friedrich Maximilian Klinger, Johann Caspar Lavater, Jakob Sarasin. Mit einer Einleitung von Hans Henning. 1913.
- Der Wulfila der Bibliotheca zu Wolfenbüttel. Mit einer Einleitung von Hans Henning. C. Erich Behrens Verlag, Hamburg, 1913.
- Parerga und Paralipomena, von Arthur Schopenhauer. Insel-Verlag, 1916.

## Einzelbelege
1. ↑  Thomas P. Saine: Die ästhetische Theodizee. Karl Philipp Moritz und die Philosophie des 18. Jahrhunderts. Fink Verlag, München, 1971, S. 175.
2. ↑  Westermanns Monatshefte, Bd. 110, 1911. S. 296.

| Personendaten    | Personendaten                                     |
| ---------------- | ------------------------------------------------- |
| NAME             | Henning, Hans                                     |
| KURZBESCHREIBUNG | deutscher Germanist, Literarhistoriker und Lehrer |
| GEBURTSDATUM     | 13. Februar 1874                                  |
| GEBURTSORT       | Braunschweig                                      |
| STERBEDATUM      | nach 1940                                         |